# Ken Naganuma
Ken Naganuma (Prefettura di Hiroshima, 5 settembre 1930 – 2 giugno 2008) è stato un calciatore giapponese, di ruolo attaccante.

## Statistiche

### Presenze e reti nei club
| Stagione | Squadra                  | Campionato | Campionato | Campionato |
| Stagione | Squadra                  | Comp       | Pres       | Reti       |
| -------- | ------------------------ | ---------- | ---------- | ---------- |
| 1965     | Furukawa Electric        | JSL        | ?          | 6          |
| 1966     | Furukawa Electric        | JSL        | ?          | 2          |
| 1967     | Furukawa Electric        | JSL        | 0          | 0          |
|          | Totale Furukawa Electric |            | 19         | 8          |